# Liste der Naturschutzgebiete im Landkreis Peine
Im Landkreis Peine gibt es acht Naturschutzgebiete (Stand Februar 2017).
| Name des Gebietes                                 | Bild           | Kennung | WDPA   | Landkreis / Stadt                  | Beschreibung / Bemerkungen | Standort | Fläche in Hektar | Jahr der Verordnung |
| ------------------------------------------------- | -------------- | ------- | ------ | ---------------------------------- | -------------------------- | -------- | ---------------- | ------------------- |
| Auflandeteich Groß Bülten-Adenstedt               | weitere Bilder | BR 059  | 162295 | Landkreis Peine                    |                            | Position | 55,79            | 1984                |
| Eddesser Seewiesen                                | weitere Bilder | BR 069  | 162840 | Landkreis Peine                    |                            | Position | 68,53            | 1985                |
| Fuhsetal                                          | weitere Bilder | BR 065  | 163171 | Landkreis Peine                    |                            | Position | 405,43           | 1985                |
| Lengeder Teiche                                   | weitere Bilder | BR 044  | 82086  | Landkreis Peine                    |                            | Position | 145,98           | 1982                |
| Nördliche Okeraue zwischen Hülperode und Neubrück | weitere Bilder | BR 099  | 164841 | Landkreis Gifhorn, Landkreis Peine |                            | Position | 249,13           | 2014                |
| Okeraue bei Didderse                              | weitere Bilder | BR 136  | 389963 | Landkreis Gifhorn, Landkreis Peine |                            | Position | 188,01           | 2009                |
| Schwarzwasserniederung                            | weitere Bilder | BR 096  | 165518 | Landkreis Peine                    |                            | Position | 339,26           | 1990                |
| Wendesser Moor                                    | weitere Bilder | BR 037  | 82895  | Landkreis Peine                    |                            | Position | 63,68            | 1973                |